# 圆锥飞蛾藤
圆锥飞蛾藤（学名：Porana paniculata）为旋花科飞蛾藤属的植物。分布于中国大陆的云南等地，生长于海拔380米至1,800米的地区，多生长在山坡灌丛或路边疏林中，目前尚未由人工引种栽培。